# Hamburger Sport-Verein 2010-2011 (calcio femminile)
Questa voce raccoglie le informazioni riguardanti l'Hamburger Sport-Verein nelle competizioni ufficiali della stagione 2010-2011.

## Divise e sponsor
La grafica adottata era la stessa dell'Amburgo maschile. Il main sponsor era la compagnia aerea Emirates, attraverso lo slogan Fly Emirates, mentre quello tecnico, fornitore delle tenute da gioco, era Adidas.
|  | Casa | Trasferta | Terza tenuta |

## Organigramma societario
Tratto dal sito della Federcalcio tedesca (DFB).
Area tecnica
- Allenatore: Achim Feifel
- Allenatore in seconda: Florian Graudegus
- Allenatore dei portieri:

## Rosa
Rosa, ruoli e numeri di maglia come da sito Federcalcio tedesca.
| N. |                     | Ruolo | Calciatrice            |
| -- | ------------------- | ----- | ---------------------- |
| 1  | Germania (bandiera) | P     | Bianca Weech           |
| 2  | Germania (bandiera) | D     | Desirée Steinike       |
| 3  | Germania (bandiera) | D     | Carolin Simon          |
| 5  | Germania (bandiera) | C     | Nina Jokuschies        |
| 6  | Germania (bandiera) | D     | Marisa Ewers           |
| 7  | Germania (bandiera) | A     | Lena Petermann         |
| 8  | Germania (bandiera) | C     | Aferdita Kameraj       |
| 9  | Svizzera (bandiera) | A     | Ana-Maria Crnogorčević |
| 10 | Germania (bandiera) | C     | Silva Lone Saländer    |
| 11 | Germania (bandiera) | D     | Heike Freese           |
| 12 | Slovenia (bandiera) | C     | Fata Salkunič          |
| 13 | Germania (bandiera) | C     | Jobina Lahr            |

| N. |                     | Ruolo | Calciatrice       |
| -- | ------------------- | ----- | ----------------- |
| 15 | Germania (bandiera) | D     | Henrike Meiforth  |
| 15 | Germania (bandiera) | C     | Imke Wübbenhorst  |
| 16 | Germania (bandiera) | A     | Nicole Zweigler   |
| 17 | Germania (bandiera) | D     | Janina Haye       |
| 18 | Germania (bandiera) | C     | Maja Schubert     |
| 19 | Germania (bandiera) | C     | Kim Kulig         |
| 20 | Germania (bandiera) | C     | Anika Höß         |
| 21 | Germania (bandiera) | P     | Saskia Schippmann |
| 22 | Germania (bandiera) | C     | Angelina Lübcke   |
| 23 | Germania (bandiera) | D     | Nina Brüggemann   |
| 24 | Svezia (bandiera)   | C     | Antonia Göransson |

## Calciomercato

### Sessione estiva
| Acquisti | Acquisti          | Acquisti          | Acquisti                        |
| R.       | Nome              | da                | Modalità                        |
| -------- | ----------------- | ----------------- | ------------------------------- |
| C        | Antonia Göransson | Kristianstads DFF | definitivo                      |
| C        | Anika Höß         | Crailsheim        | definitivo                      |
| C        | Jobina Lahr       | Amburgo II        | aggregata dalla squadra riserve |

| Cessioni | Cessioni        | Cessioni    | Cessioni                       |
| R.       | Nome            | a           | Modalità                       |
| -------- | --------------- | ----------- | ------------------------------ |
| P        | Gaëlle Thalmann | Grasshopper | definitivo                     |
| C        | Fata Salkunič   | Basilea     | definitivo                     |
| C        | Daniela Bräuer  | Amburgo II  | aggregata alla squadra riserve |

### Sessione invernale
| Acquisti | Acquisti         | Acquisti   | Acquisti                        |
| R.       | Nome             | da         | Modalità                        |
| -------- | ---------------- | ---------- | ------------------------------- |
| D        | Henrike Meiforth | Amburgo II | aggregata dalla squadra riserve |

| Cessioni | Cessioni         | Cessioni  | Cessioni   |
| R.       | Nome             | a         | Modalità   |
| -------- | ---------------- | --------- | ---------- |
| D        | Desirée Steinike | Bergedorf | definitivo |

## Risultati

### Frauen-Bundesliga

#### Girone di andata
| Arbitro: | Hussein (Bad Harzburg) |

|                                             |           |           |
| Bajramaj 44’, 69’ Zietz 60’ (rig.) Wich 77’ | Marcatori | Simon 33’ |

| Arbitro: | Schultz (Wolfsburg) |

|  |           |                                         |
|  | Marcatori | 80’ Maier 85’ Rech 89’ Okoyino da Mbabi |

| Arbitro: | Eisenhardt (Holzgerlingen) |

|                               |           |                            |
| Laudehr 31’ Grings 89’ (rig.) | Marcatori | 34’ Kulig 45’ Crnogorčević |

| Arbitro: | Kurtes (Düsseldorf) |

|                    |           |                       |
| Lahr 19’ Kulig 86’ | Marcatori | 18’ Añonma 61’ Radtke |

| Arbitro: | Söder (Norimberga) |

|             |           |                                      |
| Sweeney 23’ | Marcatori | 56’ Kulig 65’ Zweigler 75’ Göransson |

| Arbitro: | Elsner (Duisburg) |

|  |           |              |
|  | Marcatori | 8’ Steinbach |

| Arbitro: | Illing (Limbach-Oberfrohna) |

|             |           |                                    |
| Hoffmann 9’ | Marcatori | 5’ Ewers 24’ Kulig 83’ Wübbenhorst |

| Arbitro: | Biehl (Siesbach) |

|                         |           |           |
| Simon 70’ Petermann 85’ | Marcatori | 45’ Bunte |

| Arbitro: | Herrmann (Mönchengladbach) |

|                              |           |              |
| Kameraj 61’ Crnogorčević 87’ | Marcatori | 33’ Puntigam |

| Arbitro: | Müller-Schmäh (Potsdam) |

|                                                 |           |                  |
| Garefrekes 31’, 38’ Prinz 55’, 60’ Marozsán 70’ | Marcatori | 41’ (rig.) Kulig |

| Arbitro: | Kunick (Lissa) |

|                                          |           |  |
| Göransson 53’ Saländer 85’ Petermann 90’ | Marcatori |  |

#### Girone di ritorno
| Arbitro: | Wozniak (Herne) |

|  |           |              |
|  | Marcatori | 82’ Nagasato |

| Arbitro: | Illing (Limbach-Oberfrohna) |

|                                   |           |                                                                                |
| Goeßling 9’ Jokuschies 77’ (aut.) | Marcatori | 11’ Kameraj 43’ Simon 51’ Crnogorčević 57’ Göransson 60’ Zweigler 84’ Schubert |

| Arbitro: | Rafalski (Baunatal) |

|              |           |                                                      |
| Schubert 70’ | Marcatori | 18’ Andō 41’ Grings 54’ Wensing 85’ Maes 89’ Laudehr |

| Arbitro: | Elsner (Duisburg) |

|  |           |                  |
|  | Marcatori | 90’ Crnogorčević |

| Arbitro: | Wenkel (Wehrden) |

|                                         |           |                      |
| Göransson 8’ Kulig 15’ (rig.) Simon 62’ | Marcatori | 2’ (rig.) Atladóttir |

| Arbitro: | Kurtes (Düsseldorf) |

|                                    |           |                  |
| Schwab 48’, 68’ Dej 60’ Linden 78’ | Marcatori | 87’ Crnogorčević |

| Arbitro: | Illing (Limbach-Oberfrohna) |

|           |           |  |
| Kulig 44’ | Marcatori |  |

| Arbitro: | Müller-Schmäh (Potsdam) |

|                 |           |                              |
| Wagner 10’, 47’ | Marcatori | 18’, 73’ Kulig 67’ Petermann |

| Arbitro: | Kunick (Lissa) |

|            |           |                                          |
| Banecki 4’ | Marcatori | 51’ Kameraj 54’, 67’ Kulig 76’ Göransson |

| Arbitro: | Söder (Norimberga) |

|  |           |                                      |
|  | Marcatori | 44’ Garefrekes 74’, 76’, 81’ Pohlers |

| Arbitro: | Herrmann (Mönchengladbach) |

|          |           |                                          |
| Laue 63’ | Marcatori | 40’ Kulig 69’ Göransson 87’ Crnogorčević |

### DFB-Pokal
| Arbitro: | Rafalski (Baunatal) |

|            |           |                                              |
| Rühmer 64’ | Marcatori | 16’, 23’ Crnogorčević 45’ Kulig 69’ Zweigler |

| Arbitro: | Derlin (Bad Schwartau) |

|             |           |  |
| Kameraj 49’ | Marcatori |  |

| Arbitro: | Wozniak (Herne) |

|                                           |           |             |
| Okoyino da Mbabi 55’ Maier 80’ Rolser 88’ | Marcatori | 65’ Kameraj |

## Statistiche

### Statistiche di squadra
| Competizione         | Punti | In casa | In casa | In casa | In casa | In casa | In casa | In trasferta | In trasferta | In trasferta | In trasferta | In trasferta | In trasferta | Totale | Totale | Totale | Totale | Totale | Totale | DR |
| Competizione         | Punti | G       | V       | N       | P       | Gf      | Gs      | G            | V            | N            | P            | Gf           | Gs           | G      | V      | N      | P      | Gf     | Gs     | DR |
| -------------------- | ----- | ------- | ------- | ------- | ------- | ------- | ------- | ------------ | ------------ | ------------ | ------------ | ------------ | ------------ | ------ | ------ | ------ | ------ | ------ | ------ | -- |
| Frauen-Bundesliga    | 38    | 11      | 5       | 1       | 5       | 14      | 19      | 11           | 7            | 1            | 3            | 28           | 23           | 22     | 12     | 2      | 8      | 42     | 42     | 0  |
| DFB-Pokal der Frauen | -     | 1       | 1       | 0       | 0       | 1       | 0       | 2            | 1            | 0            | 1            | 5            | 4            | 3      | 2      | 0      | 1      | 6      | 4      | +2 |
| Totale               | -     | 12      | 6       | 1       | 5       | 15      | 19      | 13           | 8            | 1            | 4            | 33           | 27           | 25     | 14     | 2      | 9      | 48     | 46     | +2 |

### Andamento in campionato
| Giornata  | 1  | 2  | 3  | 4  | 5  | 6  | 7 | 8 | 9 | 10 | 11 | 12 | 13 | 14 | 15 | 16 | 17 | 18 | 19 | 20 | 21 | 22 |
| --------- | -- | -- | -- | -- | -- | -- | - | - | - | -- | -- | -- | -- | -- | -- | -- | -- | -- | -- | -- | -- | -- |
| Luogo     | T  | C  | T  | C  | T  | C  | T | C | C | T  | C  | C  | T  | C  | T  | C  | T  | C  | T  | T  | C  | T  |
| Risultato | P  | P  | N  | N  | V  | P  | V | V | V | P  | V  | P  | V  | P  | V  | V  | P  | V  | V  | V  | P  | V  |
| Posizione | 11 | 10 | 10 | 11 | 10 | 10 | 8 | 7 | 7 | 7  | 7  | 7  | 7  | 7  | 6  | 5  | 6  | 6  | 6  | 4  | 5  | 4  |

Legenda:

Luogo: C = Casa; T = Trasferta. Risultato: V = Vittoria; N = Pareggio; P = Sconfitta.

### Statistiche delle giocatrici
| Giocatore         | Frauen-Bundesliga | Frauen-Bundesliga | Frauen-Bundesliga | Frauen-Bundesliga | DFB-Pokal der Frauen | DFB-Pokal der Frauen | DFB-Pokal der Frauen | DFB-Pokal der Frauen | Totale   | Totale | Totale      | Totale     |
| Giocatore         | Presenze          | Reti              | Ammonizioni       | Espulsioni        | Presenze             | Reti                 | Ammonizioni          | Espulsioni           | Presenze | Reti   | Ammonizioni | Espulsioni |
| ----------------- | ----------------- | ----------------- | ----------------- | ----------------- | -------------------- | -------------------- | -------------------- | -------------------- | -------- | ------ | ----------- | ---------- |
| N. Brüggemann     | 3                 | 0                 | 0                 | 0                 | 0                    | 0                    | 0                    | 0                    | 3        | 0      | 0           | 0          |
| A-M. Crnogorčević | 20                | 6                 | 1                 | 0                 | 2                    | 2                    | 0                    | 0                    | 22       | 8      | 1           | 0          |
| M. Ewers          | 18                | 1                 | 1                 | 0                 | 3                    | 0                    | 0                    | 0                    | 21       | 1      | 1           | 0          |
| H. Freese         | 22                | 0                 | 1                 | 0                 | 3                    | 0                    | 1                    | 0                    | 25       | 0      | 2           | 0          |
| A. Göransson      | 17                | 6                 | 2                 | 0                 | 1                    | 0                    | 0                    | 0                    | 18       | 6      | 2           | 0          |
| J. Haye           | 22                | 0                 | 1                 | 0                 | 3                    | 0                    | 0                    | 0                    | 25       | 0      | 1           | 0          |
| A. Hepfer         | -                 | -                 | -                 | -                 | -                    | -                    | -                    | -                    | -        | -      | -           | -          |
| V. Homp           | 1                 | 0                 | 0                 | 0                 | 1                    | 0                    | 0                    | 0                    | 2        | 0      | 0           | 0          |
| A. Höß            | 0                 | 0                 | 0                 | 0                 | 1                    | 0                    | 0                    | 0                    | 1        | 0      | 0           | 0          |
| N. Jokuschies     | 18                | 0                 | 1                 | 0                 | 2                    | 0                    | 0                    | 0                    | 20       | 0      | 1           | 0          |
| A. Kameraj        | 20                | 3                 | 3                 | 1                 | 3                    | 2                    | 1                    | 0                    | 23       | 5      | 4           | 1          |
| K. Kulig          | 18                | 12                | 1                 | 0                 | 3                    | 1                    | 0                    | 0                    | 21       | 13     | 1           | 0          |
| J. Lahr           | 17                | 1                 | 0                 | 0                 | 3                    | 0                    | 0                    | 0                    | 20       | 1      | 0           | 0          |
| A. Lübcke         | 7                 | 0                 | 0                 | 0                 | 3                    | 0                    | 0                    | 0                    | 10       | 0      | 0           | 0          |
| H. Meiforth       | 1                 | 0                 | 0                 | 0                 | -                    | -                    | -                    | -                    | 1        | 0      | 0           | 0          |
| L. Petermann      | 14                | 3                 | 0                 | 0                 | 1                    | 0                    | 0                    | 0                    | 15       | 3      | 0           | 0          |
| S.L. Saländer     | 20                | 1                 | 0                 | 0                 | 1                    | 0                    | 0                    | 0                    | 21       | 1      | 0           | 0          |
| F. Salkunič       | -                 | -                 | -                 | -                 | -                    | -                    | -                    | -                    | -        | -      | -           | -          |
| S. Schippmann     | 0                 | 0                 | 0                 | 0                 | 0                    | 0                    | 0                    | 0                    | 0        | 0      | 0           | 0          |
| C. Schoknecht     | -                 | -                 | -                 | -                 | -                    | -                    | -                    | -                    | -        | -      | -           | -          |
| M. Schubert       | 15                | 2                 | 1                 | 0                 | 1                    | 0                    | 0                    | 0                    | 16       | 2      | 1           | 0          |
| C. Simon          | 19                | 4                 | 2                 | 0                 | 2                    | 0                    | 0                    | 0                    | 21       | 4      | 2           | 0          |
| D. Steinike       | 2                 | 0                 | 1                 | 0                 | 1                    | 0                    | 0                    | 0                    | 3        | 0      | 1           | 0          |
| B. Weech          | 22                | -42               | 2                 | 0                 | 3                    | -4                   | 0                    | 0                    | 25       | -46    | 2           | 0          |
| I. Wübbenhorst    | 11                | 1                 | 1                 | 0                 | 2                    | 0                    | 0                    | 0                    | 13       | 1      | 1           | 0          |
| N. Zweigler       | 17                | 2                 | 0                 | 0                 | 3                    | 1                    | 0                    | 0                    | 20       | 3      | 0           | 0          |